# K. B. Sundarambal
Pour les articles homonymes, voir KBS (homonymie).
K. B. Sundarambal (parfois appelée KBS) était une actrice indienne de théâtre et de cinéma en langue tamoule. Militante impliquée dans le mouvement pour l'indépendance de l'Inde, elle fut la première actrice indienne à siéger dans une assemblée législative. Les deux autres mouvements naissants qui la portèrent furent ceux de la musique enregistrée et du cinéma parlant.

## Biographie

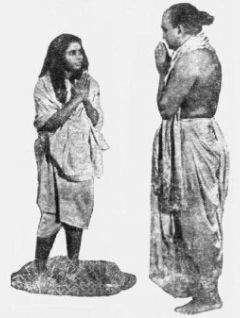
K. B. Sundarambal et Maharajapuram Viswanatha Iyer dans le film Bhakta Nandanar.

K. B. Sundarambal est née à Kodumudi (en), ville située sur les berges du fleuve Kaveri du district d'Erode dans l'état du Tamil Nadu. De caste gounder (en) et orpheline de père, elle fut élevée par un oncle et joua très jeune dans une troupe de Kumbakonam, la scène théâtral tamoule ayant connu un essor sous l'impulsion de Sankaradas Swamigal
Enfant, elle gagnait de l'argent en chantant dans les trains rayonnant autour de Trichy, et c'est là qu'elle aurait attiré l'attention d'un passager, l'acteur et découvreur de talents F. G. Natesa Iyer (en). Selon d'autres sources, cela aurait un policier nommé Krisnaswamy Iyer qui l'aurait introduite auprès de S. Velu Nair, l'un des dramaturges réputés de l'époque.
Dans tous les cas, elle fit ses débuts en 1927 dans une troupe de théâtre itinérant (Terukkuttu (en)) où elle connut le succès et rencontra son époux (qu'elle épousa malgré la différence de caste, lui étant brahmane), S. G. Kittappa (en) (qui allait mourir en 1933) dans une tournée à Ceylan en jouant la pièce Valli Thirumanam (Le Mariage de Valli). Ses katcheri (en) pouvaient durer jusqu'à 6 heures et selon l'acteur K. Sarangapani (en), on pouvait entendre sa voix jusqu'à un mile. 
Elle et son mari soutinrent le mouvement pour l'indépendance de l'Inde et le Congrès national indien, pour qui elle alla jusqu'à enregistrer des disques phonographiques. Dans le même élan, elle mit un point d'honneur à porter du Khādī. 
En 1951, après l'indépendance de l'Inde, elle entra dans le Conseil législatif (chambre haute) du Madras State (en).
Célèbre, elle reçut un lakh (100 000) de roupies en 1935 pour le film Bhakta Nandanar (en).
Elle vénérait Murugan.
Elle n'a jamais tourné de film avec l'autre vedette tamoule de la musique carnatique, M. S. Subbulakshmi (MSS)

## Discographie
Sur les 8OO chansons qu'on lui prête, seules 250 ont été enregistrées.

## Filmographie
- 1935 :  Bhakta Nandanar (en)
- 1940 : Manimekalai (en)
- 1953 : Avvaiyar (film) (en)
- 1964 : Poompuhar (film) (en)
- 1965 : Thiruvilaiyadal (en)
- 1966 : Mahakavi Kalidas (en)
- 1967 : Kandhan Karunai (en)
- 1967 : Uyir Mel Aasai (en)
- 1969 : Thunaivan (en)
- 1972 : Shakthi Leelai (en)
- 1973 : Karaikkal Ammaiyar (en)
- 1973 : Thirumalai Deivam (en)